# Movimento Nas Ruas
Movimento Nas Ruas ou Nas Ruas ou simplesmente NasRuas é um movimento social brasileiro de direita fundado em julho de 2011 que tem por objetivo o combate à corrupção e impunidade. Sua fundadora é a atual deputada federal Carla Zambelli.
O Nas Ruas, assim como Movimento Brasil Livre (MBL) e Movimento Vem Pra Rua, também organizava manifestações populares, normalmente pautadas em ações contra corrupção e impunidade e organizou manifestações contra o Governo Dilma nos anos de 2015 e 2016. O movimento apoiou o processo de impeachment contra Dilma Rousseff, apoia a Operação Lava Jato, as 10 Medidas contra a corrupção e a PEC 412/09 que dá autonomia a Polícia Federal do Brasil.
O movimento ficou conhecido por colocar durante as manifestações bonecos infláveis nas ruas, da Dilma Rousseff, e do ministro do STF, Ricardo Lewandowski, o que gerou opiniões controversas a respeito. Os ministros Dias Toffoli, Marco Aurélio e Teori Zavascki também foram representados em bonecos infláveis.
Em abril de 2016, em entrevista a Rádio Jovem Pan, a líder Carla afirmou: "A gente achou que poderia lutar contra a corrupção, mas não. É algo meio inerente ao ser humano. Temos que lutar contra a impunidade", explicou Zambelli sobre o surgimento do movimento em 2011. Em outubro de 2016, Carla participou de uma audiência pública para discutir as 10 Medidas contra corrupção, projeto de lei do Ministério Público Federal que tem apoio do Nas Ruas.